# روبرت مايلز
روبيرتو كونتشينا (بالإيطالية: Roberto Concina)‏ ويشتر باسم روبرت مايلز (3 نوفمبر 1969 - 9 مايو 2017). ولد في نيوكاستيللو في سويسرا لأبوين إيطاليين مهاجرين إلى سويسرا) هو منتج موسيقي، ملحن، موزع أغاني إيطالي سويسري ومتخصص في موسيقى الترانس "Trance music" وهي أحد أنواع الموسيقى الإلكترونية، كما أنه متخصص في موسيقى الأمبينت "Ambient music".
في شبابه مهر في عزف البيانو في بلدة فاغانيا الإيطالية حيث انتقلت أسرته لاحقا حين كان صبيا صغيرا، حيث احترف الموسيقى منذ 1988، عمل كـ دي جي في بعض النوادي الإيطالية، وفي 1990 أنشأ أستوديو موسيقي خاص به بإمكانات متواضعة.
في 1994 لحن مايلز أشهر أعماله على الإطلاق وهو Dream house وهي موسيقى راقصة اشتهرت بقوة بين عامي 1995 - 1997 وبشكل خاص موسيقى أغنيته المنفردة الشهيرة أطفال Children والتي كانت عنوان الألبوم. خلال أسبوعين بيع من الألبوم 30.000 نسخة في أنحاء أوروبا، كما احتلت قمة المراكز في عدد من البلدان. حاز بها مايلز جائزة الاسطوانة البلاتينية في المملكة المتحدة وألمانيا، جائزة الاسطوانة الذهبية في بلدان أخرى. أغنيته المنفردة التالية كانت فابل "Fable" بصوت فيوريلا كوين. أطلق الألبوم مجددا بأغنية منفردة رئيسية من تأليفه وهي One and One والتي غنتها المغنية البريطانية ماريا نايلر.
في 2003 انتقل مايلز من منزله في لندن إلى لوس أنجلس وبدأ إنتاجه المستقل لإصداراته، وفي 2004 وباشتراك مع الفنان الهندي تريلوك غورتو أصدر ألبوم مايلز غورتو Miles Gurtu.

## ألبومات
- 1996 Dreamland
- 1996 Dreamland - The Winter Edition
- 1997 23am
- 2001 Organik
- 2002 Organik Remixes
- 2004 Miles Gurtu

## أغان منفردة
Robert Miles
- 1995 "Soundtracks EP"
- 1995 "Red Zone"
- 1995 «Children (أغنية)» (UK #2, US #21)
- 1996 "(Robert Miles song)" (أغنية فاين) (مع فيوريلا كوين) (UK #7)
- 1996 "One and One" (مع ماريا نايلر) (UK #3, US #54)
- 1997 "Freedom" (مع كيثي سليدج) (UK #15)
- 1998 "Full Moon"
- 1998 "Everyday Life"
- 2001 "Paths" (مع نينا ميراندا) (UK #74)
- 2002 "Improvisations: Part 2"
- 2002 "Connections/Separations"
- 2002 "Organik Remixes"
- 2002 «Pour Te Parler (ريميكس)»

Roberto Milani
- 1994 "Can The Rhythm"
- 1994 "Ghost"
- 1995 "Oxygen EP Vol. 1"
- 1996 "The Robot" (مع دي جي فين)
- 1996 "Outbreak"

## Mixed compilations
- 1997 Robert Miles in the Mix
- 1997 Renaissance Worldwide - London (مع ديف سيمان)

## وصلات خارجية
- روبرت مايلز على موقع IMDb (الإنجليزية)
- روبرت مايلز على موقع ميوزك برينز (الإنجليزية)
- روبرت مايلز على موقع ميوزك برينز (الإنجليزية)
- روبرت مايلز على موقع ميوزك برينز (الإنجليزية)
- روبرت مايلز على موقع أول ميوزيك (الإنجليزية)
- روبرت مايلز على موقع أول ميوزيك (الإنجليزية)
- روبرت مايلز على موقع ديسكوغز (الإنجليزية)
- روبرت مايلز على موقع ديسكوغز (الإنجليزية)
- روبرت مايلز على موقع ديسكوغز (الإنجليزية)

- موقع روبرت مايلز الرسمي
- موقع غير رسمي لروبرت مايلز